# Maribojoc
Maribojoc é um município de  quarta classe de renda municipal (d) na província Bohol, nas Filipinas. De acordo com o censo de 1 de maio  de  2020 possui uma população de 22 178 pessoas e 5 564 domicílios.